# Argavand, Ararat
Argavand là một đô thị thuộc tỉnh Ararat, Armenia. Dân số ước tính năm 2011 là 1710 người. Đô thị này thuộc vùng đô thị Yerevan.